# Měkké dovednosti
Měkké nebo jemné dovednosti (anglicky soft skills) jsou kompetence v oblasti chování; mají vztah k sociální/emoční inteligenci (EQ). Jsou také známé jako interpersonální dovednosti a často tak jsou důležitou součástí odborné způsobilosti. Protipól jemných dovedností tvoří tzv. tvrdé dovednosti (anglicky hard skills), které mají vždy konkrétní předmět. V manažerské oblasti jde například o oblast financí, daní, právních předpisů, konkrétních technických odborností podle předmětu činností dané firmy apod. Měkké dovednosti pak tvoří vlastně soubor metod, způsobů, cest, technik, schopností, dovedností, jak tyto tvrdé dovednosti získat a rozvíjet.
Protože se tvrdé i jemné dovednosti vztahují k duševní práci (nepoužívají se třeba pro sport), dá se za český ekvivalent pojmu soft skills považovat také pojem „techniky duševní práce“.

## Kompetence
Požadavky na výkon jednotlivých povolání i formou obecných schopností monitoruje a eviduje Národní soustava povolání (všeobecně dostupná databáze povolání) ve svém katalogu kompetencí. Měkké dovednosti považuje za soubor požadavků, potřebných pro kvalitní pracovní výkon, které nejsou závislé na konkrétní odbornosti, ale na komplexních schopnostech člověka. Tyto kompetence mají průřezový charakter a jsou přenositelné a uplatnitelné napříč obory.
Výzkumníci ze Stanford Research Institute a Carnegie Mellon Foundation se ptali generálních ředitelů Fortune 500 a zjistili, že dlouhodobý pracovní úspěch je o 75 % více výsledkem měkkých dovedností než tvrdých dovedností.

## Příklady dovedností
Mezi jemné dovednosti se řadí
- komunikační dovednosti,
- schopnost kooperace (spolupráce),
- výkonnost,
- řešení konfliktů a vyjednávání,
- asertivní jednání,
- osobní efektivita,
- sebereflexe, kritické vnímání sebe sama,
- tvůrčí (kreativní) nebo týmové řešení problémů,
- strategické neboli koncepční myšlení,
- strukturované myšlení vedoucí k rozpoznání, pochopení a řešení problému,
- myšlení podle analogií (je spojeno s učením a spojováním znalostí z nejrůznějších oblastí do nových souvislostí),
- podnikatelské myšlení, rozhodování v podmínkách nejistoty,
- budování týmu,
- vytváření dlouhodobých vztahů, sociálních sítí,
- konstruktivní kritičnost a schopnost přijímat kritiku,
- ochota riskovat, odhad přiměřenosti rizika,
- ovlivňování lidí nebo prodejní dovednosti,
- zvyšování kvalifikace, ochota učit se novým věcem,
- otevřenost, otevřená mysl
- pružnost (flexibilita),
- schopnost se adaptovat a přijímat změny (přizpůsobivost),
- samostatnost,
- aktivní přístup,
- zvládání zátěže,
- objevování a orientace v informacích.